# Stipa joannis
Stipa joannis är en gräsart som beskrevs av Celak. Stipa joannis ingår i släktet fjädergrässläktet, och familjen gräs. Inga underarter finns listade i Catalogue of Life.

## Bildgalleri

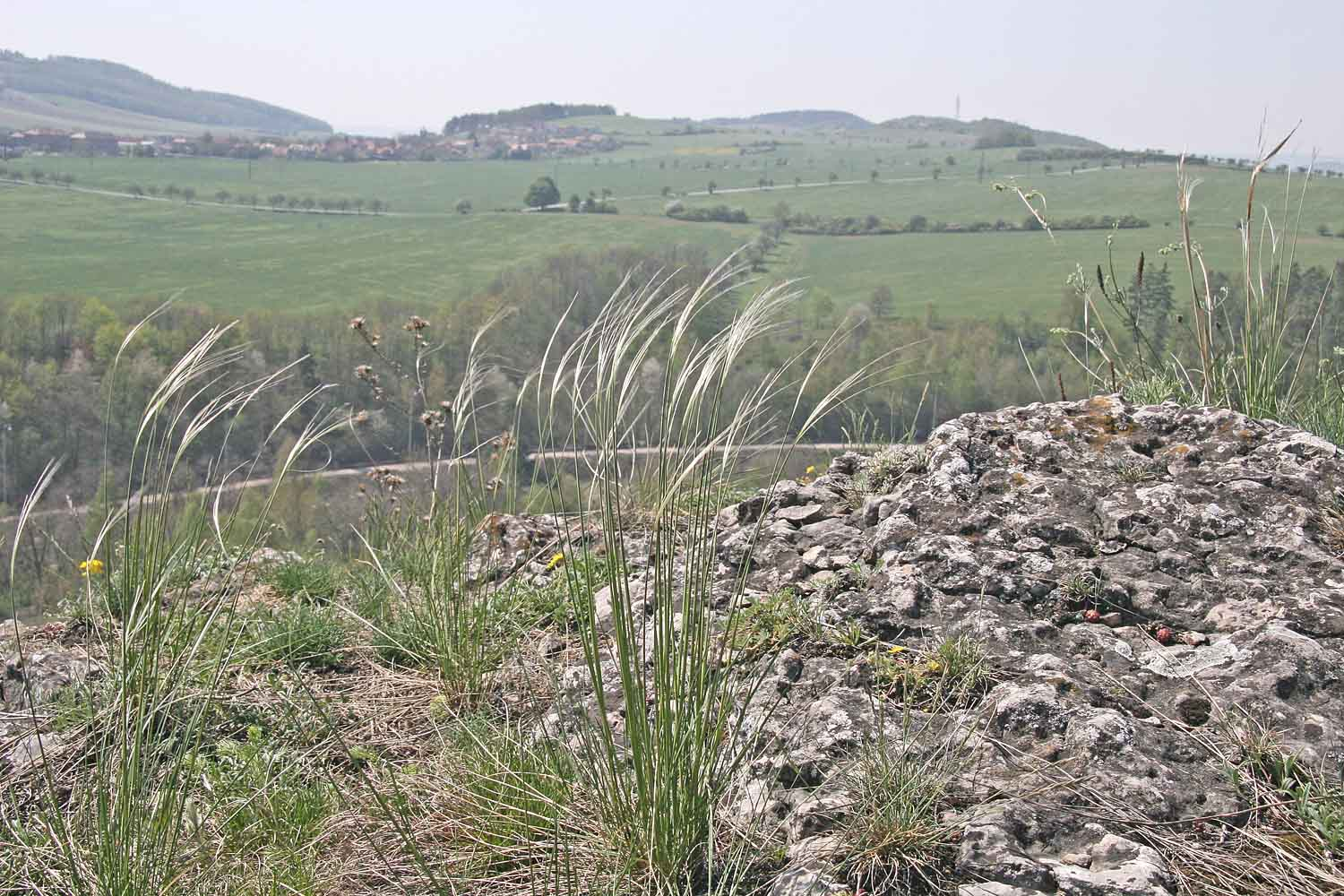
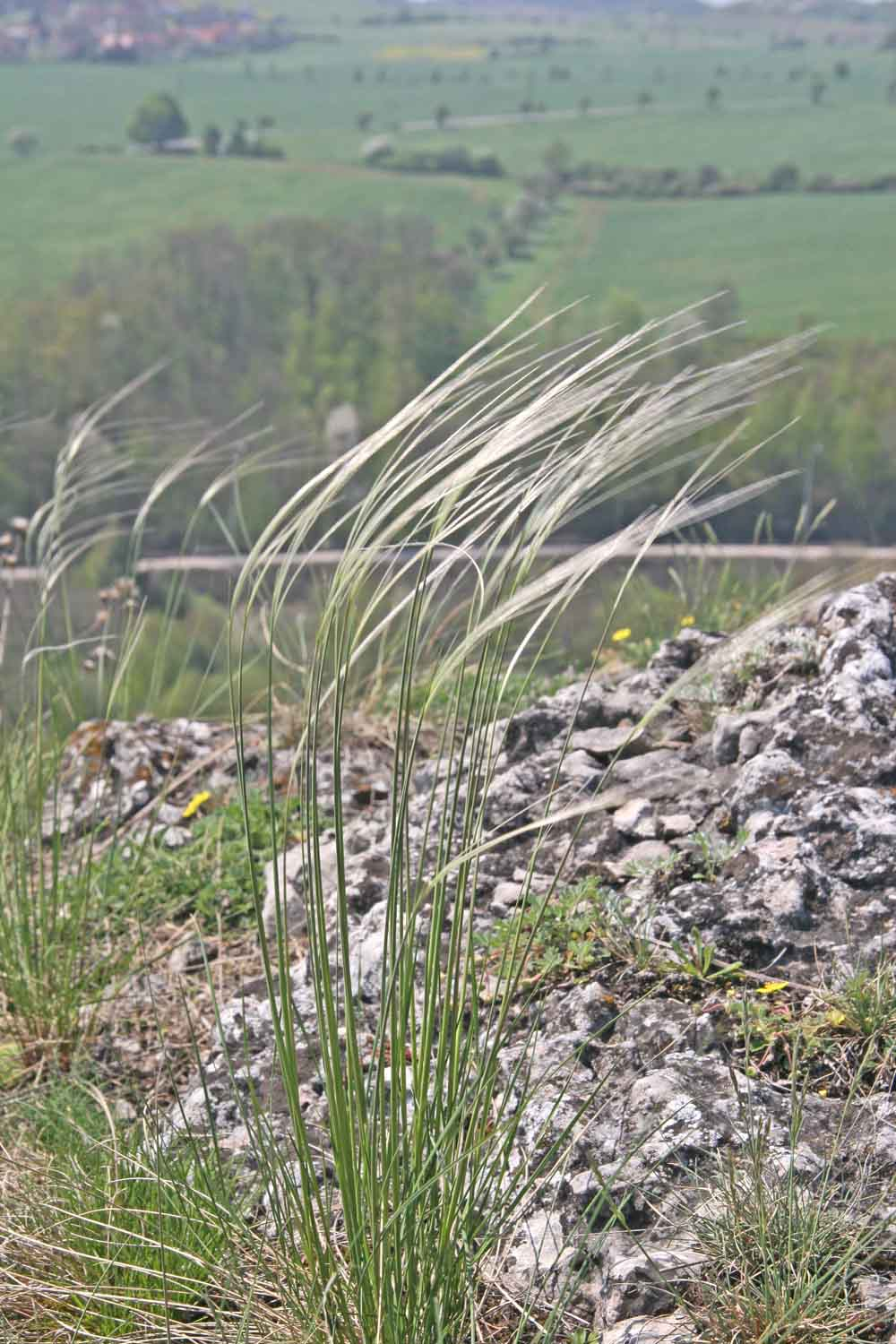
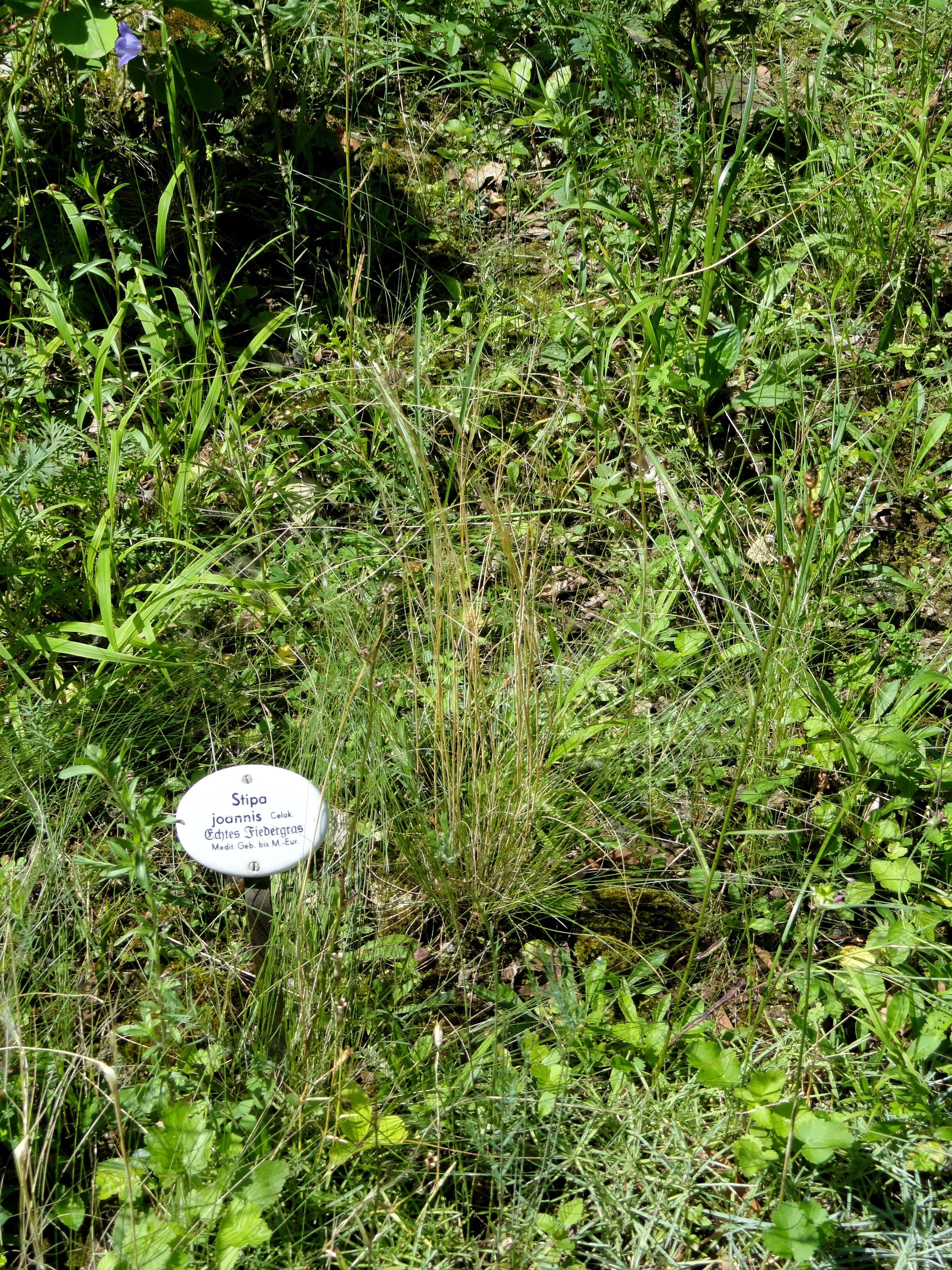